# Столбовський мир
Столбовський мир — мирний договір, підписаний 27 лютого (н. ст. 7 березня) 1617 року в Столбово (поблизу Тихвина), що поклав край шведсько-московській війні 1614—1617 років. Мирний договір був укладений між Московським царством (цар Михайло I Федорович) і Шведською імперією (король Густав II Адольф) за посередництва англійського короля Якова I. Попередні переговори проводили князь Данило Мезецький та Якоб Делаґарді.

## Результати Столбовського миру
- Шведська імперія повернула Московському царству Новгород, Порхов, Стару Руссу, Стару Ладогу, Гдов і Сумерську волость.
- Московське царство поступилося Шведській імперії містами і фортецями Івангород, Ям, Копорська фортеця, Горішок, Корела і, таким чином, втратила вихід до Балтійського моря, крім того, Московське царство зобов'язалося заплатити Швеції 20 тис. рублів сріблом (980 кг срібла).
- Королівство Англія зміцнило торгові позиції в Московському царстві.

Межі, встановлені Столбовським миром, зберігалися до початку Північної війни 1700–1721 років.

## Наслідки
Підписання миру дозволило Шведській імперії менше ніж через чотири місяці розпочати війну з Річчю Посполитою за Ліфляндію, яка завершилась 1618 року.
В 1656 році Московське царство намагалося захопити втрачені території, коли стольник  Петро Потьомкін з полками московитів вдерся на береги Неви в місці впадіння в неї річки Охти і штурмом захопив спочатку шведську фортецю Нієншанц, а потім Шліссельбург, але в 1658 шведам вдалося відвоювати втрачене.
В Північній війні 1700–1721 цар Петро I вдруге захопив території, що надавали Московському царству вихід до моря. Захоплення було узаконене Ніштадтським мирним договором від 30 серпня 1721.